# Anna (Friedrich Hebbel)
Anna ist eine Erzählung von Friedrich Hebbel. Sie entstand 1836 und wurde 1847 in der Zeitschrift Der Salon in Wien veröffentlicht.

## Inhalt
Die junge Magd Anna dient dem Freiherrn von Eichenthal. Dieser, von ihrem fröhlichen Singen gestört, herrscht sie verärgert an, worauf sie wütend eine Suppenterrine zerschlägt. Der Freiherr gibt ihr einige Ohrfeigen und bestraft sie außerdem damit, dass sie am Abend nicht mit den anderen Hausangestellten die Kirmes besuchen darf, sondern zu Hause bis in die Nacht Flachs hecheln muss. Beim Mittagessen machen die anderen Mägde und Diener sich über sie lustig.
Abends, in dem kleinen Flachszimmer sitzend und bei Kerzenlicht emsig arbeitend, bekommt sie Besuch von ihrem Verehrer Friedrich. Er möchte sie überreden, gegen die Anweisung des Freiherrn mit zur Kirmes zu kommen und mit ihm zu tanzen. Sie weigert sich, Friedrich geht und möchte sie nicht wiedersehen. Sie läuft ihm nach und streift dabei mit ihrem Rock die Kerze, die umfällt und den Flachs in Brand setzt.
Anna rennt weg und bricht auf einer Wiese zusammen. Als sie hört, dass nicht nur das freiherrliche Schloss in Flammen steht, sondern das Feuer auch auf das Dorf übergreift, rennt sie ins Dorf und hilft mutig bei den Rettungs- und Löscharbeiten. Sie muss jedoch erkennen, dass das Dorf den Flammen preisgegeben ist. In einem brennenden Haus fängt sie an zu beten. Friedrich sieht sie und möchte sie retten, sie will aber ihre Schuld büßen und klettert auf den Dachboden, wo sie vom herabfallenden Strohdach erschlagen wird. Als am nächsten Tag der Freiherr von den Vorfällen erfährt, befiehlt er, „ihre Gebeine aus dem Schutt hervorzusuchen und sie auf dem Schindanger zu verscharren“.